# Ateas
Ateas (c. 429 a. C.-339 a. C.) fue descrito en fuentes griegas y romanas como el rey más poderoso de Escitia, que perdió la vida y el imperio en el conflicto con Filipo II de Macedonia en 339 a. C. Su nombre también aparece como Atheas, Ateia, Ataias y Ateus.

## Unificación de Escitia
No es seguro si Ateas estaba conectado con la dinastía real de Escitia; muchos de los historiadores lo consideran como un usurpador que derrocó a otros reyes escitas del poder y eliminó la tradicional división tripartita de la sociedad escita el año 400 a. C. Por los años 340, él había unido bajo su poder las tribus escitas que habitaban un vasto territorio entre el Danubio y los pantanos meotes. Su supuesta capital fue excavada por arqueólogos soviéticos cerca de la ciudad de Kamianka en el Dniéper.
Plutarco refiere varias anécdotas sobre el carácter de Ateas y su actitud hacia la cultura griega: «Ateas hizo prisionero a Ismenias, un excelente flautista, y le mandó que tocara y cuando los demás se admiraban, él juró que era más agradable escuchar el relincho de un caballo... Ateas escribió a Filipo: Usted reina sobre los macedonios, los hombres que han aprendido a luchar, y yo sobre los escitas, que pueden luchar con el hambre y la sed».

## Conflicto con Macedonia
Hacia finales de su vida, Ateas invadió cada vez más la esfera de influencia griega-macedonia en los Balcanes. Fuentes griegas registran de su campaña contra la tribu de los Histriani en Tracia. Al principio Ateas consideró prudente contar con la ayuda de Macedonia. Cuando las tropas de Filipo llegaron a Escitia, estos fueron rechazados con desprecio: el rey de los Histriani había muerto y la acción militar ya no estaba a la orden del día. Otra colisión entre Filipo y Ateas surgió durante el primer sitio de Bizancio, cuando los escitas se negaron a proporcionar tropas con suministros para los macedonios, citando la esterilidad de sus tierras como un pretexto.
Estos pequeños conflictos con Ateas dieron a Filipo un motivo para invadir sus dominios. El golpe final fue la renuencia de los escitas para permitir a Filipo dedicar una estatua de Heracles en la desembocadura del Danubio. En 339 a. C., los dos ejércitos se enfrentaron en las llanuras de la actual Dobruja. Ateas, de noventa años de edad, murió en combate y su ejército fue derrotado. Filipo parece haber sido herido con su caballo que murió en medio de la refriega. 
La paz fue comprada al precio de la concesión de 20.000 mujeres escitas y muchas yeguas esteparias para los macedonios. A raíz de esta derrota, el imperio de Ateas se derrumbó. Se presume que los escitas habían perdido su posición dominante en la estepa póntica durante dos siglos, hasta el reinado de Escíloro en el siglo II a. C.